# Legge di Maas

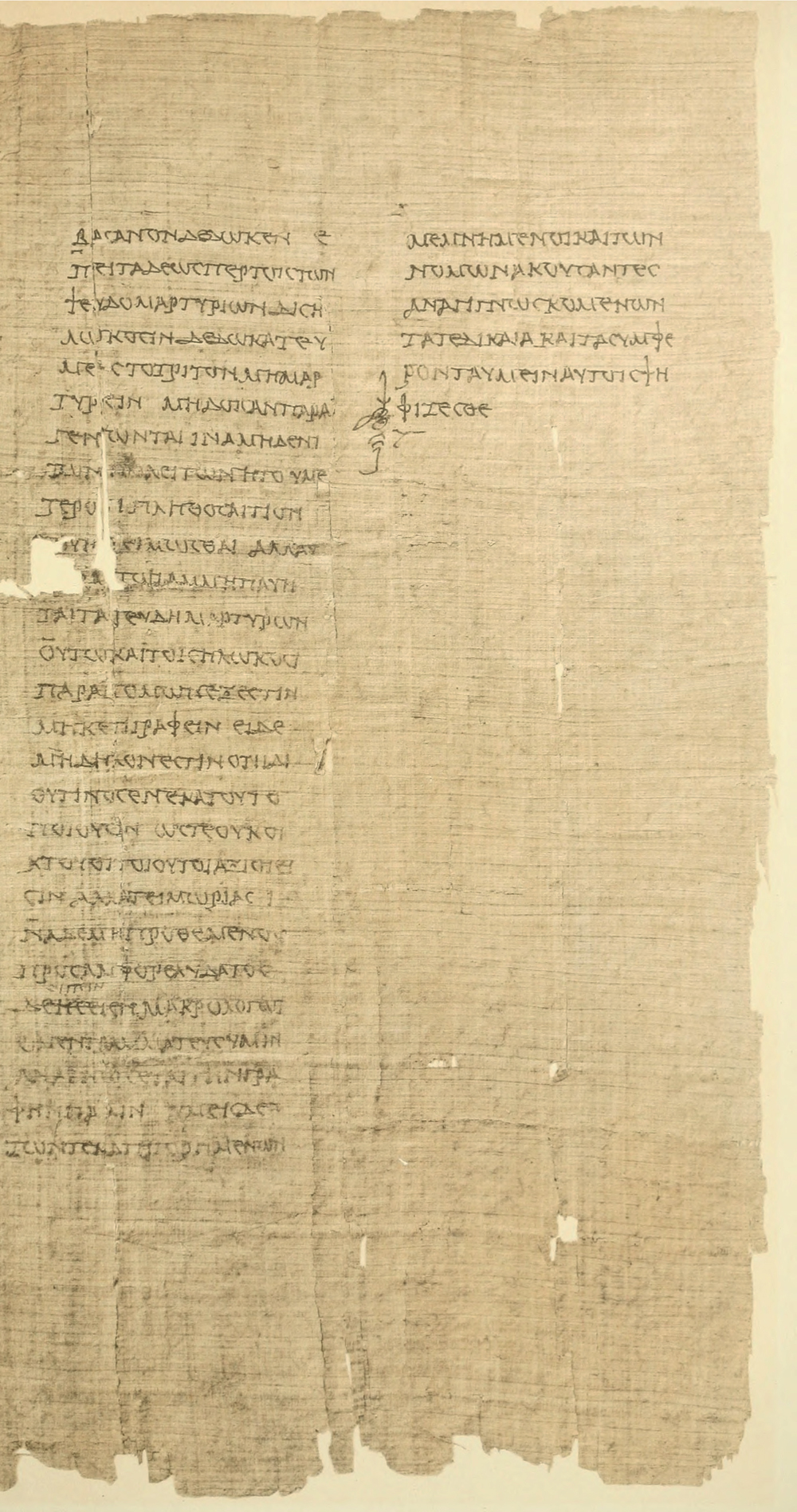
Esempio di Legge di Maas nel papiro P. Lit. Lond. 134, contenente l'orazione di Iperide dal titolo Contro Filippide.

In papirologia, la legge di Maas, dal nome del filologo classico Paul Maas, si riferisce all'osservazione che il punto iniziale dal quale uno scriba inizia a vergare le righe di scrittura, arretra progressivamente verso sinistra. In altri termini, l'ultima linea di scrittura della colonna sarà spostata a sinistra rispetto alla prima linea di scrittura.